# Admesturius
Genre
Admesturius est un genre d'araignées aranéomorphes de la famille des Salticidae.

## Distribution
Les espèces de ce genre se rencontrent au Chili et en Argentine.

## Liste des espèces
Selon World Spider Catalog (version 18.0, 03/03/2017) :
- Admesturius bitaeniatus (Simon, 1901)
- Admesturius mariaeugeniae Bustamante & Scioscia, 2014
- Admesturius schajovskoyi Galiano, 1988

## Publication originale
- Galiano, 1988 : Revision de los géneros del grupo Hurieae (Araneae, Salticidae). Journal of Arachnology, vol. 15, no 3, p. 285-301 (texte intégral).